# 普羅比什蒂普
普羅比什蒂普是北馬其頓普羅比什蒂普市鎮内的城镇及其的行政中心。

## 外部連結
- Official page of the local government
- Google satellite map （页面存档备份，存于）